# Championnat de France masculin de kin-ball 2010-2011
La saison 2010-2011 a opposé 13 équipes de kin-ball qui représenteront cinq clubs français : Kin-ball Association Rennes, SCO Kin-ball Angers, Junior Association de Quintin, Ponts-de-Cé et Nantes Atlantique Kin-ball Club.
Au vu du nombre d'équipes engagées, la fédération française a décidé de faire deux divisions avec une première phase de trois matchs de poules.
Le championnat a utilisé la formule 3 de 7. Les équipes s'affrontent sur des périodes de 7 minutes. Le vainqueur de 3 périodes remporte le match et se verra attribuer 4 points, le second se verra attribuer 2 points (après prolongation s'il le faut) et le troisième aura 1 point (aucun point n'est attribué aux équipes forfaits).

## Bilan
Les championnats de France se sont conclus le samedi 21 mai 2011 à Moncontour. 
Si le titre de champion de France catégorie féminine était déjà acquis par l'équipe d'Angers 1, rien n'était acquis pour le titre dans la catégorie masculine. 
À l'issue d'une dernière victoire, c'est l'équipe rennaise de Rennes VB qui s'impose, offrant par la même occasion son premier trophée au club du Kin-ball Association Rennes. 
Cette saison, le championnat masculin s'est fini avec 2 poules distinctes. Si l'équipe rennaise a été sacrée championne de France, une autre équipe masculine a remporté un trophée celui de 2e division. Il s'agit de l'équipe des Ponts-de-Cé 2 de l'association de l'Amicale des Anciens Élèves des Écoles Communales Kin-ball des Ponts-de-Cé.
| Championnat de France masculin | Équipe       | Joueurs                                                                                                 |
| ------------------------------ | ------------ | --- |
| 1re division                   | Rennes VB    | Jean-Charles Malterre, Arnaud Legrand, Lionel Mahé, Xavier Chaillou, Thomas Ourmières et François Bonno |
| 2e division                    | Ponts-deCé 2 | Arthur Charrier, Jean-Baptiste Garreau, Stéphane Pihée, Ellande Goyty et Julien Mahé                    |

## Équipes engagées
- Kin-ball Association Rennes (3 équipes)
  - Rennes VB (anciennement Rennes 1)
  - Kin-ball 2 Rennes (anciennement Rennes 2)
  - Rennes 3 (à partir de la deuxième partie du championnat
- SCO Kin-ball Angers (3 équipes)
  - Angers 1
  - Angers 2
  - Angers 3
- Grosse Boule Quintinaise
- Ponts-de-Cé(3 équipes)
  - Ponts-de-Cé 1
  - Ponts-de-Cé 2
  - Ponts-de-Cé 3
- Nantes Atlantique Kin-ball Club (3 équipes)
  - NAKC 1
  - NAKC 2
  - NAKC 3

## Classement final

### 1redivision
Champion  :  Rennes VB 
| Place | Équipes                  | Points | MJ | Première place | Seconde place | Troisième place | Nb Périodes |
| ----- | ------------------------ | ------ | -- | -------------- | ------------- | --------------- | ----------- |
| 1     | Rennes VB                | 22     | 6  | 5              | 1             | 0               | 16          |
| 2     | Angers 1                 | 19     | 6  | 4              | 1             | 1               | 15          |
| 3     | Ponts-de-Cé 1            | 15     | 6  | 2              | 3             | 1               | 12          |
| 4     | Grosse Boule Quintinaise | 11     | 6  | 1              | 2             | 3               | 4           |
| 5     | Kin-ball 2 Rennes        | 9      | 6  | 0              | 3             | 3               | 4           |
| 6     | Angers 3                 | 8      | 6  | 0              | 2             | 4               | 2           |

### 2edivision
Champion  :  Rennes VB 
| Place | Équipes       | Points | MJ | Première place | Seconde place | Troisième place | Nb Périodes |
| ----- | ------------- | ------ | -- | -------------- | ------------- | --------------- | ----------- |
| 1     | Ponts-de-Cé 2 | 20     | 6  | 4              | 2             | 0               | 13          |
| 2     | Angers 2      | 19     | 6  | 4              | 1             | 1               | 16          |
| 3     | NAKC 1        | 18     | 6  | 3              | 3             | 0               | 14          |
| 4     | NAKC 2        | 13     | 6  | 2              | 1             | 3               | 10          |
| 5     | Ponts-de-Cé 3 | 12     | 6  | 1              | 3             | 2               | 6           |
| 6     | Rennes 3      | 9      | 6  | 0              | 3             | 3               | 8           |
| 7     | NAKC 3        | 7      | 6  | 0              | 1             | 5               | 4           |

## Classement phase 1
12 équipes réparties en 2 poules de 6 (poule A et poule B). 
Les 3 premiers de chaque poule se retrouveront dans une poule "haute" qui désignera le champion. 
Les 3 derniers de chaque poule se retrouveront dans une poule "basse" et pourront être accompagnés de nouvelles équipes désirant rejoindre le championnat.

### Poule 1
Qualifié  : Angers 1, Rennes 2 et Quintin
| Place | Équipes           | Points | MJ | Première place | Seconde place | Troisième place | Nb Périodes |
| ----- | ----------------- | ------ | -- | -------------- | ------------- | --------------- | ----------- |
| 1     | Angers 1          | 12     | 3  | 3              | 0             | 0               | 9           |
| 2     | Kin-ball 2 Rennes | 10     | 3  | 2              | 1             | 0               | 8           |
| 3     | Quintin           | 6      | 3  | 1              | 0             | 2               | 4           |
| 4     | Angers 2          | 6      | 3  | 0              | 3             | 0               | 3           |
| 5     | Ponts-de-Cé 1     | 5      | 3  | 0              | 2             | 1               | 1           |
| 6     | NAKC 3            | 3      | 3  | 0              | 0             | 3               | 0           |

### Poule 2
Qualifié  : Rennes VB, Ponts-de-Cé 1 et Angers 3
| Place | Équipes       | Points | MJ | Première place | Seconde place | Troisième place | Nb Périodes |
| ----- | ------------- | ------ | -- | -------------- | ------------- | --------------- | ----------- |
| 1     | Rennes VB     | 12     | 3  | 3              | 0             | 0               | 9           |
| 2     | Ponts-de-Cé 1 | 10     | 3  | 2              | 1             | 0               | 6           |
| 3     | Angers 3      | 7      | 3  | 1              | 1             | 1               | 3           |
| 4     | NAKC 1        | 5      | 3  | 0              | 2             | 1               | 2           |
| 5     | Ponts-de-Cé 3 | 5      | 3  | 0              | 1             | 2               | 1           |
| 6     | NAKC 2        | 5      | 3  | 0              | 1             | 2               | 0           |